# Föderationskreis

Die acht Föderationskreise (auch Föderalbezirke; russisch федеральный округ federalny okrug) umfassen jeweils mehrere Föderationssubjekte (also Verwaltungseinheiten) der Russischen Föderation.

## Geschichte
Die Föderationskreise sind in der russischen Verfassung von 1993, die die föderale Gliederung des Landes definiert, nicht erwähnt. Sie wurden im Jahr 2000 durch Präsidialdekret eingeführt.
Der damalige Föderationskreis Nordkaususus wurde noch 2000 in Föderationskreis Südrussland umbenannt. 2010 wurde der Föderationskreis Nordkaukasus aus Teilen des Föderationskreises Südrussland gebildet. Nach der Annexion der Krim 2014 wurde für die Republik Krim und Sewastopol der Föderationskreis Krim geschaffen, der 2016 in den Föderationskreis Südrussland eingegliedert wurde. 2018 wechselten die Republik Burjatien und die Region Transbaikalien vom Föderationskreis Sibirien zum Föderationskreis Ferner Osten.

## Stellung
Die Föderationskreise sind keine Selbstverwaltungskörperschaften, sondern Instrumente der Aufsicht der Föderationsregierung über die einzelnen Föderationssubjekte. Jedem Föderationskreis steht ein vom Präsidenten der Russischen Föderation ernannter persönlicher und bevollmächtigter Vertreter (russisch полномочный представитель президента, bevollmächtigter Vertreter des Präsidenten; im Englischen oft als plenipotentiary envoy übersetzt) vor, der eine Kontrollfunktion über die Oberhäupter der Föderationssubjekte ausübt.

## Liste
Die acht Föderationskreise werden im Artikel über die politische Gliederung Russlands im Gesamtzusammenhang vorgestellt. Die amtierenden bevollmächtigten Vertreter des Präsidenten sind in der Liste der Gouverneure der Russischen Föderation aufgeführt.
| Föderationskreis | Fläche (km²) | Einwohner (gesamt) | Einwohner pro km² | Farbe |
| --- | ------------ | ------------------ | ----------------- | ----- |
| Ferner Osten | 6215900 *    | 6692865 *          | 1 *               |       |
| Nordwestrussland | 1677900      | 13974466           | 8                 |       |
| Sibirien | 5114800 *    | 20062938 *         | 4 *               |       |
| Südrussland | 416840       | 13800000           | 33                |       |
| Nordkaukasus | 170439       | 9108737            | 53                |       |
| Ural | 1788900      | 12373926           | 7                 |       |
| Wolga | 1038000      | 31154744           | 30                |       |
| Zentralrussland | 650700       | 38000651           | 58                |       |
| Russland gesamt | 17074636     | 147056131          | 8                 |       |
| * Im November 2018 wechselten die Republik Burjatien und die Region Transbaikalien vom Föderationskreis Sibirien zum Föderationskreis Ferner Osten. Dies ist in den obenstehenden Zahlen noch nicht berücksichtigt. |              |                    |                   |       |